# Добжелін
Добжелін (пол. Dobrzelin) — село в Польщі, у гміні Жихлін Кутновського повіту Лодзинського воєводства.
Населення — 1214 осіб (2011).
У 1975-1998 роках село належало до Плоцького воєводства.

## Демографія
Демографічна структура станом на 31 березня 2011 року:
|          | Загалом | Допрацездатний вік | Працездатний вік | Постпрацездатний вік |
| -------- | ------- | ------------------ | ---------------- | -------------------- |
| Чоловіки | 583     | 100                | 417              | 66                   |
| Жінки    | 631     | 105                | 362              | 164                  |
| Разом    | 1214    | 205                | 779              | 230                  |

## Відомі особистості
В поселенні народився:
- Чеслав Рибінський (1872-1928) — польський військовий.